# 조세이촌
조세이촌(일본어: 長生村 조세이무라[*])은 일본 지바현 조세이군의 촌이다. 조세이군의 유일한 촌이지만 군내에서 가장 인구가 많다.

## 지리
지바현의 태평양 연안, 구주쿠리 평야 안에 있고 구주쿠리 해안에 접하고 있으며 구주쿠리 안에서는 남쪽에 위치한다. 지형은 완만하고 기복이 적다. 촌역에서는 이 지역에 자주 있는 농업용 저수지를 몇 개 볼 수 있다.

## 역사
1953년에 야쓰미, 히토쓰마쓰, 고네 등 3개 촌이 합병해 조세이촌이 탄생했다. 그 후에 히토쓰마쓰 지구의 일부가 이치노미야정에 할양되어 현재의 촌역이 확정되었다.

## 인구
| 연도 | 인구   | ±%     |
| ---- | ------ | ------ |
| 1950 | 12,147 | —      |
| 1960 | 10,120 | −16.7% |
| 1970 | 9,383  | −7.3%  |
| 1980 | 10,132 | +8.0%  |
| 1990 | 11,155 | +10.1% |
| 2000 | 13,892 | +24.5% |
| 2010 | 14,751 | +6.2%  |

## 교통

### 철도
- 동일본 여객철도 소토보선
  - (← 모바라시) - 야쓰미역 - (조세이군 이치노미야정 →)

### 도로
- 국도 128호선